# Malarce-sur-la-Thines
Malarce-sur-la-Thines è un comune francese di 243 abitanti situato nel dipartimento dell'Ardèche della regione dell'Alvernia-Rodano-Alpi.

## Società

### Evoluzione demografica
Abitanti censiti